# Валдир Бенедито
Валдир Бенедито (25. октобар 1965) бивши је бразилски фудбалер.

## Каријера
Током каријере играо је за Интернасионал, Атлетико Паранаинсе и многе друге клубове.

## Репрезентација
За репрезентацију Бразила дебитовао је 1991. године. За национални тим одиграо је 3 утакмице.

## Статистика
| Бразил | Бразил | Бразил |
| Год.   | Ута.   | Гол.   |
| ------ | ------ | ------ |
| 1991   | 3      | 0      |
| Укупно | 3      | 0      |